# Калабун Валентин Васильович
Валентин Васильович Калабун (1924–1997) — майор Радянської Армії, учасник Німецько-радянської війни, Герой Радянського Союзу (1945).

## Біографія
Валентин Калабун народився 7 листопада 1924 року в Маріуполі. Закінчив дев'ять класів середньої школи. У жовтні 1941 року опинився в евакуації в Магнітогорську, де працював слюсарем на Магнітогорському металургійному комбінаті. У липні 1942 року Калабуна призвано на службу в Робітничо-селянську Червону Армію. З грудня того ж року — на фронтах Німецько-радянської війни. Брав участь у боях на Сталінградському, Південному, Північно-Кавказькому, 4-му Українському, 1-му Прибалтійському та 3-му Білоруському фронтах, неодноразово поранений. До січня 1945 року старший сержант Валентин Калабун був розвідником 80-го гвардійського стрілецького полку 32-ї гвардійської стрілецької дивізії 2-ї гвардійської армії 3-го Білоруського фронту. Відзначився під час боїв у Східній Пруссії.
16 січня 1945 року в бою на захід від міста Вальтеркемен Калабун першим піднявся в атаку, повівши за собою товаришів, і в німецькій траншеї знищив 15 і взяв у полон ще 7 німецьких солдатів і офіцерів. 23 січня Калабун знищив дві кулеметні точки. Під час одного з боїв на південний захід від Кенігсберга Калабун знищив 6 і взяв у полон ще 23 німецьких солдатів та офіцерів, а також захопив артилерійську зброю. 13 квітня 1945 Калабун підняв в атаку весь свій батальйон і в бою особисто знищив 10 і взяв у полон ще 17 німецьких солдатів і офіцерів. 16 квітня на чолі групи розвідників Калабун потай підібрався до населеного пункту Занглінен, де розташовувався німецький батальйон, і знищив 5 німецьких солдатів, які стояли в охороні. Інші 260 солдатів і офіцерів на чолі з командиром батальйону здалися в полон .
Указом Президії Верховної Ради СРСР від 29 червня 1945 року за «зразкове виконання бойових завдань командування на фронті боротьби з німецькими загарбниками і виявлені при цьому мужність і героїзм» гвардії старший сержант Валентин Калабун був удостоєний високого звання Героя Радянського Союзу зі врученням ордена Леніна і медалі «Золота Зірка» за номером 8785.
Після закінчення війни Калабун продовжив службу в Радянській Армії. У 1955 році у званні старшого лейтенанта його звільнено в запас. Повернувся до Маріуполя. В 1966 Калабун закінчив Сімферопольський технікум харчової промисловості, після чого керував черепашковим пунктом[прояснити], транспортним цехом, тарним цехом Маріупольського рибокомбінату. Помер 20 липня 1997 року, похований у Маріуполі.
Був також нагороджений двома орденами Вітчизняної війни 1-го ступеня, орденом Слави 3-го ступеня, низкою медалей, почесною відзнакою Президента України (1995).